# Bar Nothin'
Bar Nothin' er en amerikansk stumfilm fra 1921 af Edward Sedgwick.

## Medvirkende
- Buck Jones som Duke Smith
- Ruth Renick som Bess Lynne
- Arthur Edmund Carewe som Stinson
- Jim Farley som Bill Harliss
- William Buckley som Harold Lynne